# 꿀맛 (1961년 영화)
《꿀맛》(영어: A Taste of Honey)은 영국에서 제작된 1961년 드라마 영화이다. 토니 리처드슨이 연출, 공동 각본, 제작을 맡았으며, 리타 터싱엄, 도라 브라이언 등이 출연하였다.

## 출연진
- 리타 터싱엄
- 도라 브라이언
- 로버트 스티븐스
- 머리 멜빈
- 폴 댄쿠아
- 유니스 블랙 (크레디트 미기재)
- 데이비드 볼리버 (크레디트 미기재)
- 허버트 스미스 (크레디트 미기재)
- 마이클 빌턴 (크레디트 미기재)